# Kevin Young
Kevin Young (n. 16 septembrie 1966, Watts⁠(d), California, SUA) este un atlet ce a reprezentat Statele Unite ale Americii, medaliat olimpic.

## Carieră
A participat la două ediții ale Jocurilor Olimpice (1988, 1992). La Olimpiada de la Barcelona din 1992 a câștigat medalia de aur în proba de 400 m garduri, stabilind un nou record mondial cu timpul de 46,78 secunde. Performanța americanului a rezistat 29 de ani, până când Karsten Warholm a alergat 46,70 de secunde. Kevin Young a devevinit, de asemenea, campion mondial în 1993. 

## Palmares
| An   | Competiție            | Locație                     | Loc | Note  |
| ---- | --------------------- | --------------------------- | --- | ----- |
| 1986 | Jocurile Goodwill     | Moscova, Uniunea Sovietică  | 6   | 49,35 |
| 1987 | Jocurile Panamericane | Indianapolis, Statele Unite | 2   | 48,74 |
| 1988 | Jocurile Olimpice     | Seul, Coreea de Sud         | 4   | 47,94 |
| 1990 | Jocurile Goodwill     | Seattle, Statele Unite      | 3   | 49,17 |
| 1991 | Campionatul Mondial   | Tokio, Japonia              | 4   | 48,01 |
| 1992 | Jocurile Olimpice     | Barcelona, Spania           | 1   | 46,78 |
| 1993 | Campionatul Mondial   | Stuttgart, Germania         | 1   | 47,18 |

## Legături externe
- Materiale media legate de Kevin Young la Wikimedia Commons
- en Kevin Young la World Athletics
- en Kevin Young la Olympedia.org